# Eje histórico de París

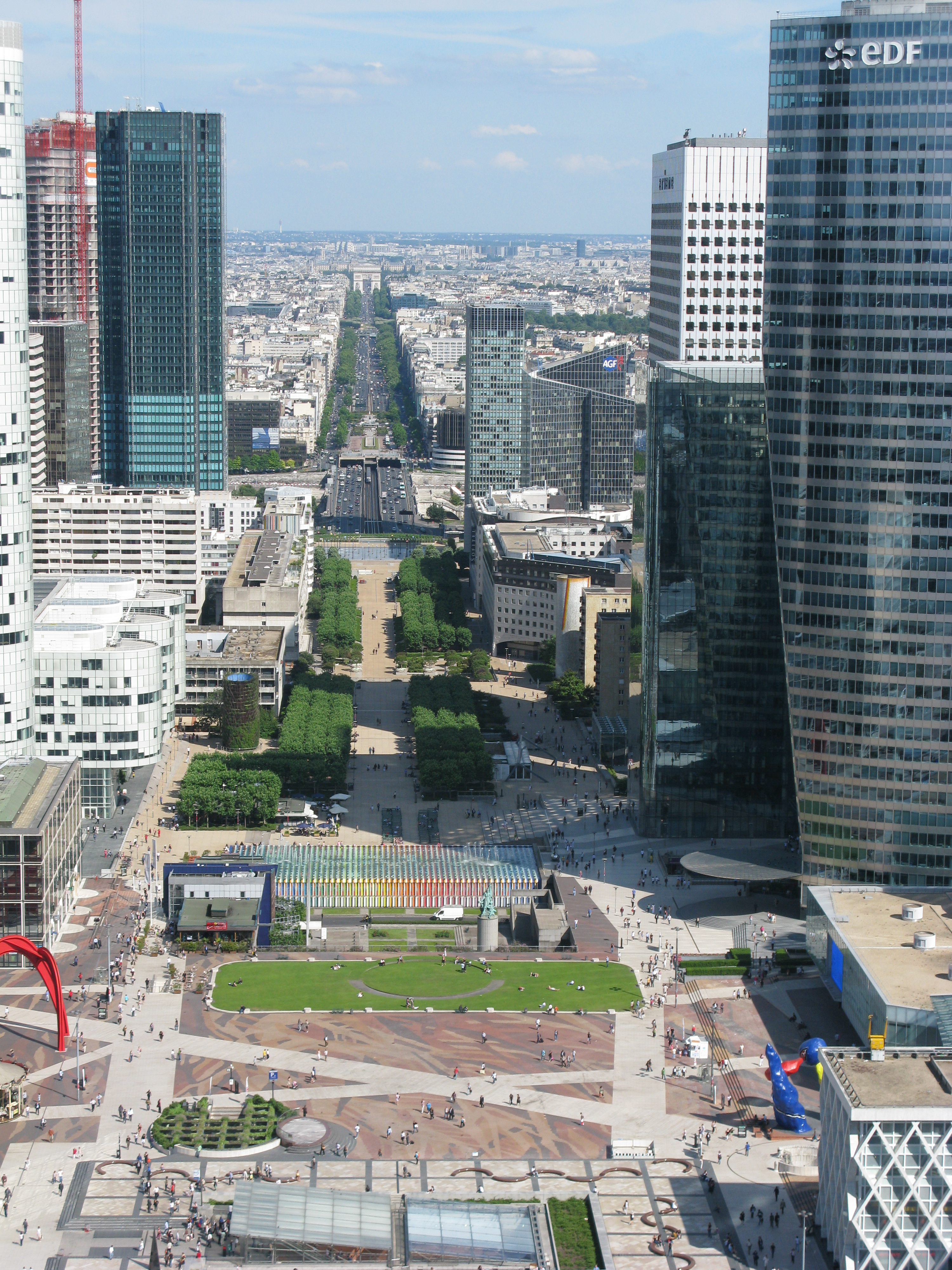
El eje histórico desde el barrio de La Défense hasta el Arco de Triunfo.

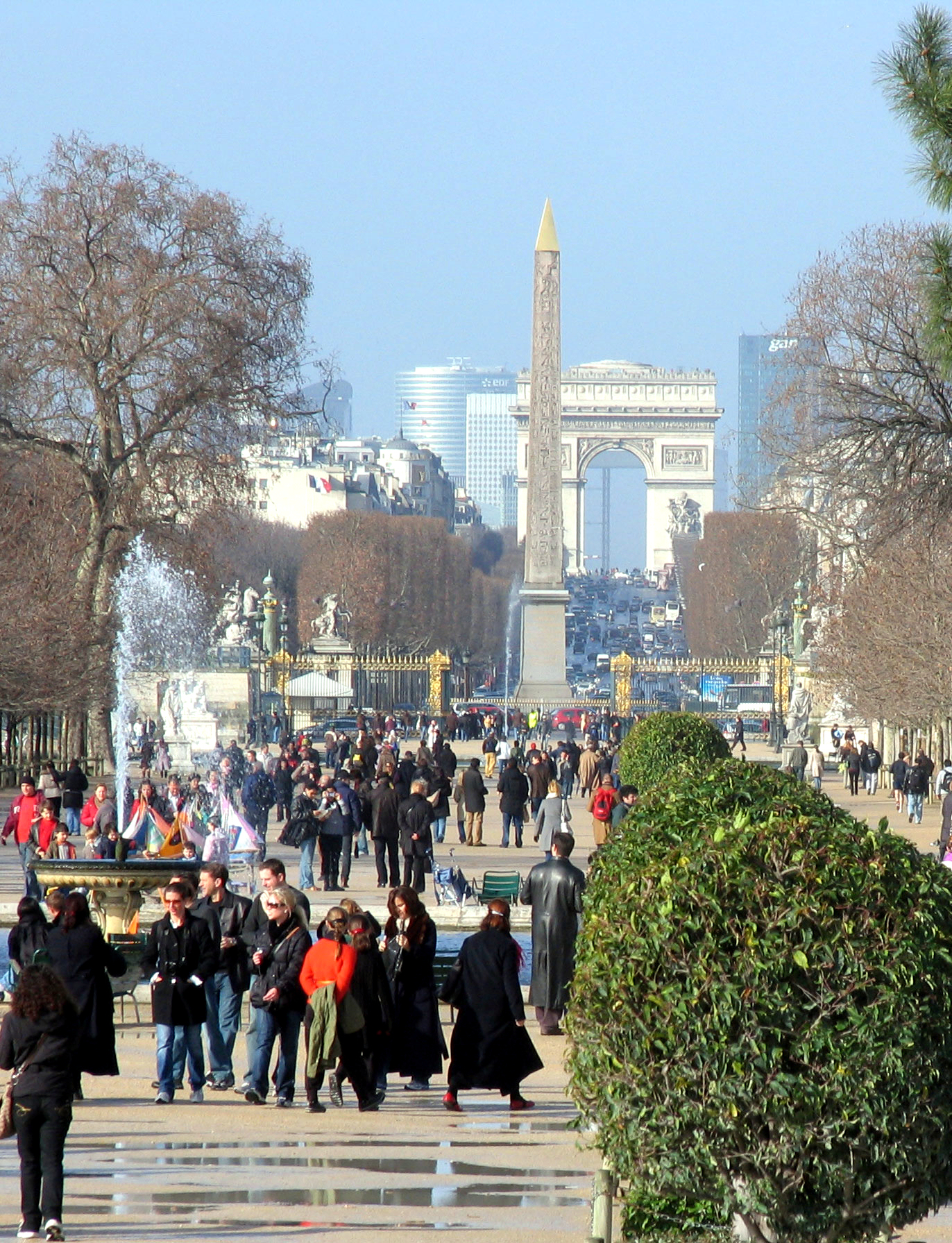
El eje histórico visto desde el Jardín de las Tullerías

Se denomina eje histórico de París (Axe historique) al conjunto de monumentos, edificios y vías públicas que va desde el centro de la capital de Francia, en dirección oeste. También es conocido como "Voie royale" (vía real) o "Voie Triomphale" (vía triunfal). Se trata de una línea recta imaginaria que va desde el Palacio del Louvre hasta el barrio de la Défense. Esta perspectiva urbanística comienza, en realidad, en la estatua ecuestre de Louis XIV, situada en el patio Napoléon del Palacio del Louvre y termina en el Arco de la Défense, pasando por la plaza de la Concordia, la avenida de los Campos Elíseos, la plaza Charles de Gaulle y el puente de Neuilly.